# Enalotto
L'Enalotto è stato un concorso settimanale a premi legato alle estrazioni del Lotto.

## Storia
Il nome è la composizione di ENAL e di lotto. L'ENAL, Ente Nazionale Assistenza Lavoratori, istituito nel 1945 e soppresso nel 1978, gestiva originariamente il concorso.
Strutturato in modo analogo al Totocalcio, i segni (1, X, 2) derivavano dai primi estratti di tutte le dieci ruote del Lotto (Bari, Cagliari, Firenze, Genova, Milano, Napoli, Palermo, Roma, Torino, Venezia) più i secondi estratti delle ruote di Roma e Napoli: il segno "1" era associato ai numeri da 1 a 30, il segno "X" ai numeri da 31 a 60 e il segno "2" ai numeri da 61 a 90. Il gioco premiava chi avesse totalizzato dodici, undici o dieci punti.
Il gioco sarebbe stato ideato dal fiorentino Dante Benedetti nel 1949 ma, non disponendo della somma necessaria a registrarlo, non gli fu riconosciuto il merito della sua invenzione.
L'attuale titolare dei diritti sul gioco è lo Stato italiano che ne modificò alcune regole.
Dopo circa quaranta anni di storia, in forte calo di giocate, nel 1997 l'Enalotto venne sostituito dall'attuale SuperEnalotto.